# Symplocos crassulacea
Symplocos crassulacea är en tvåhjärtbladig växtart som beskrevs av B. Stahl. Symplocos crassulacea ingår i släktet Symplocos och familjen Symplocaceae. Inga underarter finns listade i Catalogue of Life.